# De vampier van Drakenburg
De vampier van Drakenburg is het 102e stripverhaal van Jommeke. De reeks wordt getekend door striptekenaar Jef Nys.

## Verhaal
In het kasteel bij de van Stiepelteens vliegt stipt om 12 uur 's nachts een vampier binnen in het kasteel. Hij komt met de eis om geld of juwelen te schenken, anders zal hij zijn bijtlust niet in toom houden. De van angst verstijfde gravin van Stiepelteen willigt deze eis maar al te snel in. Het blijkt om Anatool te gaan die zich voordoet als de vampier van Drakenburg.
De volgende dag doet gravin van Stiepelteen haar verhaal tegen Jommeke en Flip waarop ze beslissen om de nacht in het kasteel door te brengen, om de vampier te pakken. Uiteindelijk komt de vampier niet af en na nog een nacht gewacht te hebben, beslissen Jommeke en Flip weer huiswaarts te keren.
De vampier van Drakenburg blijft echter niet stilzitten en valt elke nacht wel ergens binnen: bij Estella Saprinette, Justine Grosserette du Porc en jonkvrouw Adelaïde. Aangedaan door al het leed dat werd geleden, geeft Jommeke de zoektocht naar de vampier niet op. De doorbraak komt er nadat Teofiel de krant leest waarin staat dat de bekende Italiaanse gravin Vitalia di Napoli naar Zonnedorp op vakantie komt waar ze haar intrekt neemt in het leegstaande kasteel Kikkervreugd. Dit is volgens Jommeke een nieuw slachtoffer voor de vampier waarna hij beslist om de gravin te bezoeken. Die heeft echter geen angst en dat zal ook blijken: wanneer de vampier van Drakenburg langskomt moet hij vluchten voor een losgeslagen gravin en wordt hij bovendien nog eens geraakt door een schot van een katapult van Filiberke. Doch, de vampier van Drakenburg kan nog maar eens ontsnappen.
Uiteindelijk kan de vampier toch gevat en ontmaskerd worden omdat Jommeke zich voordoet als de steenrijke gravin lady Mountmoney. De vampier blijkt Anatool te zijn.